# Cephalophus
Genre
Cephalophus est un genre de céphalophes, des petites antilopes africaines vivant principalement en forêt qui sont également appelés duikers. Regroupant initialement tous ces animaux, il a récemment été restreint avec la création des genres Philantomba et Sylvicapra.

## Classification
Liste des espèces actuels selon l'ITIS, d'après MSW :
- Cephalophus adersi (Thomas, 1918) - Céphalophe d'Ader
- Cephalophus brookei (Thomas, 1903) - Céphalophe de Brooke
- Cephalophus callipygus (Peters, 1876) - Céphalophe de Peter
- Cephalophus dorsalis (Gray, 1846) - Céphalophe à bande dorsale
- Cephalophus jentinki (Thomas, 1892) - Céphalophe de Jentink
- Cephalophus leucogaster (Gray, 1873) - Céphalophe à ventre blanc
- Cephalophus natalensis (A. Smith, 1834 - Céphalophe du Natal
- Cephalophus niger (Gray, 1846) - Céphalophe noir
- Cephalophus nigrifrons (Gray, 1871) - Céphalophe à front noir
- Cephalophus ogilbyi (Waterhouse, 1838) - Céphalophe d'Ogilby
- Cephalophus rufilatus (Gray, 1846) - Céphalophe à flancs roux
- Cephalophus silvicultor (Afzelius, 1815) - Céphalophe à dos jaune
- Cephalophus spadix (True, 1890) - Céphalophe d'Abbott
- Cephalophus weynsi (Thomas, 1901) - Céphalophe de Weyns
- Cephalophus zebra (Gray, 1838) - Céphalophe-zèbre